# Ampara
Ampara (Tamil: அம்பாறை, Sinhala: අම්පාර) ist eine Gemeinde (Urban Council) in Sri Lanka mit 22.511 Einwohnern (2012). Sie ist der Hauptort des gleichnamigen Distrikt.

## Lage
Die Stadt liegt in der Ostprovinz von Sri Lanka, etwa 300 km östlich von Colombo und ca. 60 km südlich von Batticaloa.

## Geschichte
Während der britischen Kolonialzeit (Ende der 1890er Jahre und Anfang 1900) war dies ein Rastplatz für Jäger. Während der Entwicklung des Gal Oya ab 1949 durch den Premierminister D. S. Senanayake wurde Ampara als eine Stadt gegründet. Zunächst war es der Wohnort für die Bauarbeiter des Inginiyagala-Damms. Später wurde es die Hauptverwaltungsstadt des Gal Oya Tals.
1955 wurde in Ampara die Kirche St. Mary Magdalene eingeweiht.